# Jean Reinert
 (mars 2025).
Si vous disposez d'ouvrages ou d'articles de référence ou si vous connaissez des sites web de qualité traitant du thème abordé ici, merci de compléter l'article en donnant les références utiles à sa vérifiabilité et en les liant à la section « Notes et références ».
Pour les articles homonymes, voir Reinert.
Jean Reinert est un écrivain français, auteur de pièces de théâtre et d'albums jeune public, né le 20 mai 1947

## Œuvre
De formation scientifique, il devient dramaturge. Ses premières œuvres dramatiques sont Le Jardin des délices et Philanthropie. 
En 2006, il est nommé Chevalier des Arts et des Lettres.

## Ouvrages

### Pièces de théâtre
- Artemisia, L'Œil du souffleur, 2016 (pièce sur Artemisia Gentileschi)
- Nadiejda,  L'Œil du Souffleur, 2012 (pièce sur Nadejda Allilouïeva-Staline).
- Le Don J., éd. Espaces 34, 2008.
- Apprentissage de l'Apocalypse, éd. [ Espaces 34, 2003.
- L'Ascension de la tour de Constance,éd. Espaces 34, 1998.
- La Geste d'Edmone,  éd. Espaces 34, 1994.

### Représentations
- Philanthropie, lecture au Gueuloir, Avignon, 1976.
- Mise en scène du « Songe d’une nuit d’été » de Shakespeare après réécriture sur la traduction de François-Victor Hugo, MJC d’Aubignan (84),1979.
- La Geste d'Edmone, réalisation en pièce radiophonique par Claude Guerre, France-Culture, 1995.
- L'Ascension de la Tour de Constance, 1998, création par Michel Touraille à la Tour de Constance, Aigues-Mortes,1998.
- Apprentissage de l’Apocalypse, mise en espace par Jacques Nichet, Théâtre des treize Vents, Montpellier, 1992 ; puis par Michel Touraille à La Criée, Théâtre National de Marseille, 2004.
- Les Amants de Bagdad, adaptation scénique par Flavio Polizy (diptyque Bagdad mon amour), Théâtre du Hangar, Montpellier, 2008.
- Le Don J. écrit en 1991, création par Jacques Bioulès, Théâtre du Hangar, Montpellier, 2008.
- Le messager ; Judith ; La dispute dans « Quatre costumes en quête d’auteurs » (mise en projet Jacques Bioules). Ces trois pièces courtes ont été créées par Astrid Cathala, Théâtre du Hangar, Montpellier, en 2009 et 2010.
- Pinceau et l’Ange, dans « Quatre costumes en quête d’auteurs », création par Alexandre Morand, Théâtre du Hangar, Montpellier, 2009.
- King A, accompagnement de l’opéra de Purcell King Arthur, direction Christophe Lombard, Lasalle (30), 2010.
- Eratosthène et l’Arpenteur, Fête de la Science, Palais de la Découverte, Paris, 2011.
- Oniroplasmie, écrit en 1995, mise en espace au Théâtre de la Huchette, Paris, 2012.
- L’homme, la bête et l’ange, Festival en Cévennes, Valleraugue (30), 2017.

### Romans, nouvelles, récits
- Les Amants de Bagdad, éditions verticales, Paris, 2006.
- Histoires en apesanteur, nouvelles, 1983.
- Histoire de la Fin, 2010.
- La conjecture de Terjarineen et Dernières nouvelles du Parnasse, récits, 2017.
- Le monde selon Terjarineen, 2023.

### Albums jeune public
- L'Énigme, Milan, 2000.
- Au jardin de Zoé, Grasset, 1981.
- La Ballade de Charles et Véronique, Grasset, 1980.

### Articles et autres publications
- Le philosophe foolifère, dans : « Y a-t-il un écrivain dans la ville », Atelier du Gué, 1982.
- L’Antilivre, Egomet éditeur, 1990.
- Poète, hors le théâtre ! dans « Action Théâtre », juin 1998.
- To be or not to be, dans « La plus grande Pièce du Monde », édition des Amandiers, octobre 2002
- Le Chant de la disparition de l’Homme, dans « Écologie &Politique » N°31, éditions Syllepse, Paris, 2005.
- L’animal au regard d’or et autres courtes proses dans « Funambule », Ada, 2007/2014.
- Le diable et le héros T. anonyme, dans « Super Hérault », édition Chicxulub, Montpellier, 2014.
- Les funérailles de Pantagruel, dans « L’Imprévue », Saint-Jean-du-Gard, 2021.